# Ciprèids
Els ciprèids o cipreids (Cypraeidae), de nom comú cauris o porcellanes, són una família de gastròpodes marins que inclou una gran diversitat de gèneres. Formen part de la superfamília Cypraeoidea.

## Hàbitat i ecologia
Els cauris són una família variada que viu en mars tropicals i temperats, des d'aigües poc profundes fins al fons de l'oceà. La majoria de les espècies són nocturnes, pasturen a la nit en algues i altres matèries vegetals entre les roques i els ambients d'esculls. Un nombre important de cauris habiten llocs remots en aigües molt profundes. Els vaixells d'arrossegament de pesca d'aigües profundes i les xarxes de pescadors poques vegades atrapen aquests animals. Un dels exemplars més petits registrats, un exemplar de Naria irrorata (Gray, 1828), feia 7 mm de longitud. El més gran, Macrocypraea cervus (Linné, 1771) va registrar una llargada de 19 cm.
En fer-se adultes poden engruixir el llavi extern, així com el conjunt de la closca; això és influenciat per diversos factors com ara la temperatura de l'aigua o la disponibilitat d'aliments.

## Descripció de la closca
Les closques dels Cypraeidae adults són força arrodonides, amb una forma que recorda a un ou; tenen molt poc semblança amb la conquilla dels típics gasteròpodes. En gairebé totes les espècies de la família Cypraeidae, les closques són extremadament llises i brillants. Això es deu al fet que quan l'animal està viu, la closca es troba permanentment recoberta pel pallium.
En general la conquilla del l'adults no posseeix una espiral visible, i es destaca per tenir una obertura llarga, estreta i dentada
No totes les closques dels cauris joves són similars a les closques dels adults. Les conquilles dels cauris joves tenen certa similitud amb les closques d'alguns caragols bombolla de l'ordre Cephalaspidea. Les closques dels joves poques vegades tenen els mateixos dissenys acolorits que tenen les conquilles dels exemplars adults, la qual cosa dificulta la identificació de les diferents espècies. Els cauris no posseeixen opercle.

## Depredadors
L'obertura de la closca, estreta i flanquejada per dents, fa que a molts dels depredadors els sigui molt difícil penetrar la conquilla. No obstant això, els cauris són vulnerables contra de certs depredadors:
Alguns crustacis tropicals poden partir el dors de la closca dels cauris.
Alguns animals del gènere Conus que s'alimenten de mol·luscs com ara el Conus textile poden injectar verí a la carn dels cauris. El Conus després estén el seu estómac dins de la closca del cauri, a través de l'obertura, per ingerir la seva carn.
Alguns pops poden realitzar una petita perforació (usant el bec i una secreció àcida) a la closca per a poder injectar un verí que mata a l'animal.

## Taxonomia
Actualment es coneixen 245 espècies i 166 subespècies dins de la família Cypraeidae (classificades en diferents gèneres. La classificació taxonòmica és la següent:

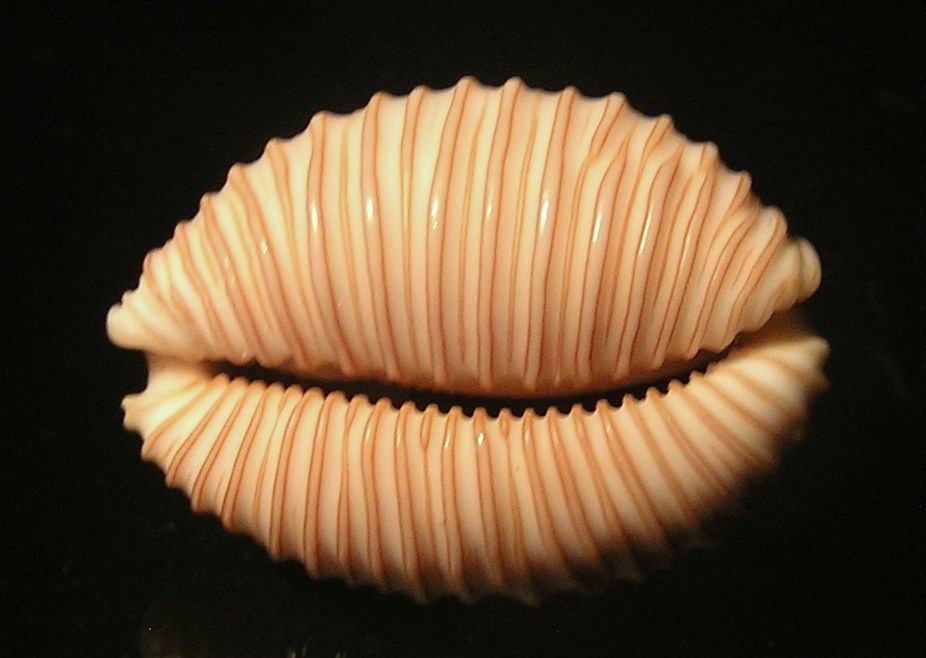
Vista de l'obertura d'una closca de Nucleolaria granulata

- Vista de l'obertura d'una closca de Nucleolaria granulataSubfamília Cypraeinae Rafinesque, 1815[7]
  - Cypraea Linnaeus, 1758
  - † Cypraeorbis Conrad, 1865
  - Muracypraea Woodring, 1957
  - † Siphocypraea Heilprin, 1887

- Subfamília Erosariinae Schilder, 1924[8]
  - Cryptocypraea Meyer, 2003[9]
  - Ipsa Jousseaume, 1884
  - Monetaria Troschel, 1863
  - Naria Gray, 1837
  - Nesiocypraea Azuma & Kurohara, 1967Neobernaya spadicea
  - Nucleolaria Oyama, 1959
  - † Palaeocypraea Schilder, 1928
  - Perisserosa Iredale, 1930[9]
  - † Praerosaria Dolin & Lozouet, 2004
  - Propustularia Schilder, 1927
  - Staphylaea Jousseaume, 1884
  - † Subepona Dolin & Lozouet, 2004

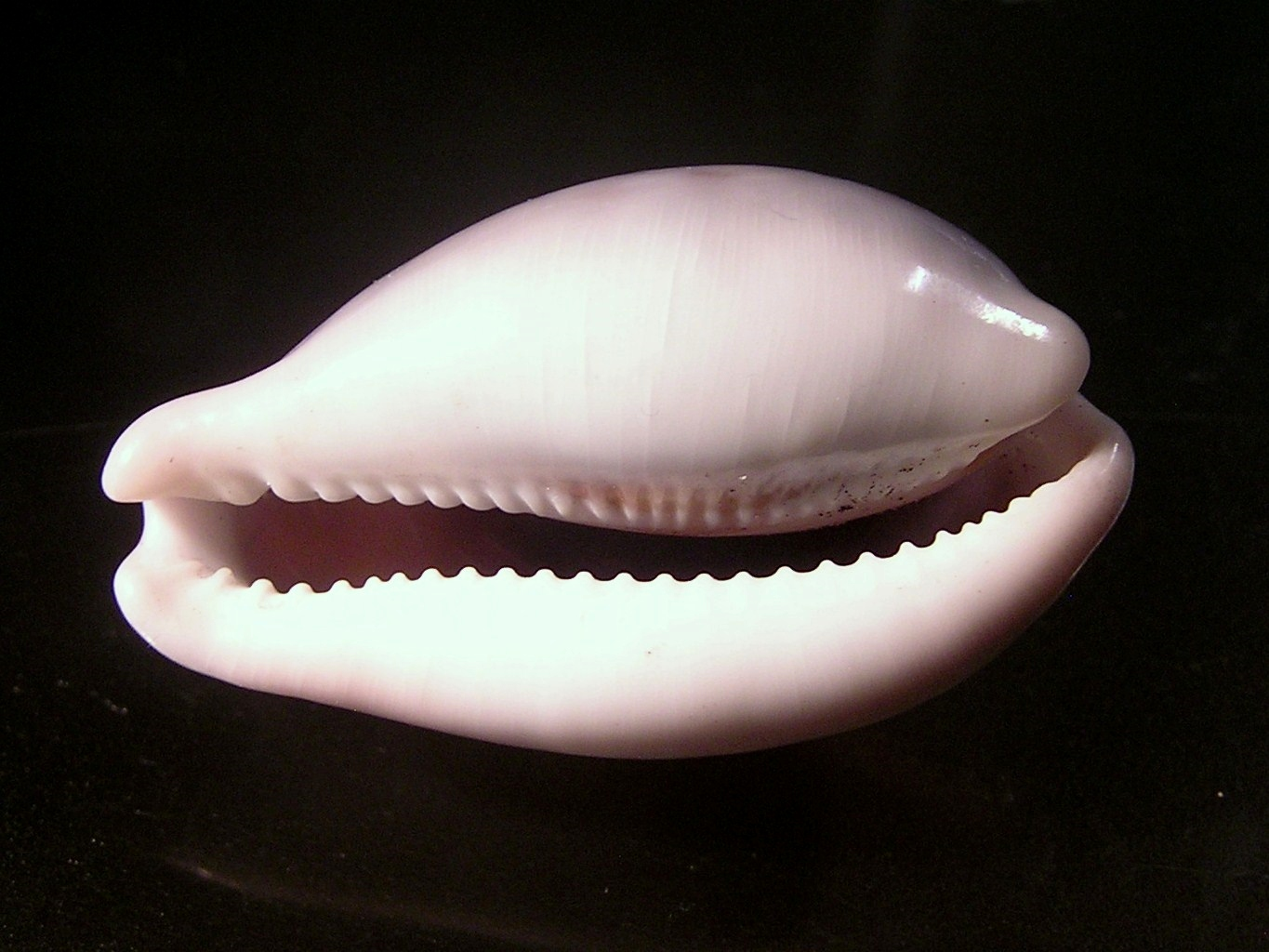
Neobernaya spadicea

- Subfamília Erroneinae Schilder, 1927[10]
  - Bistolida Cossmann, 1920
  - Erronea Troschel, 1863Notocypraea piperita

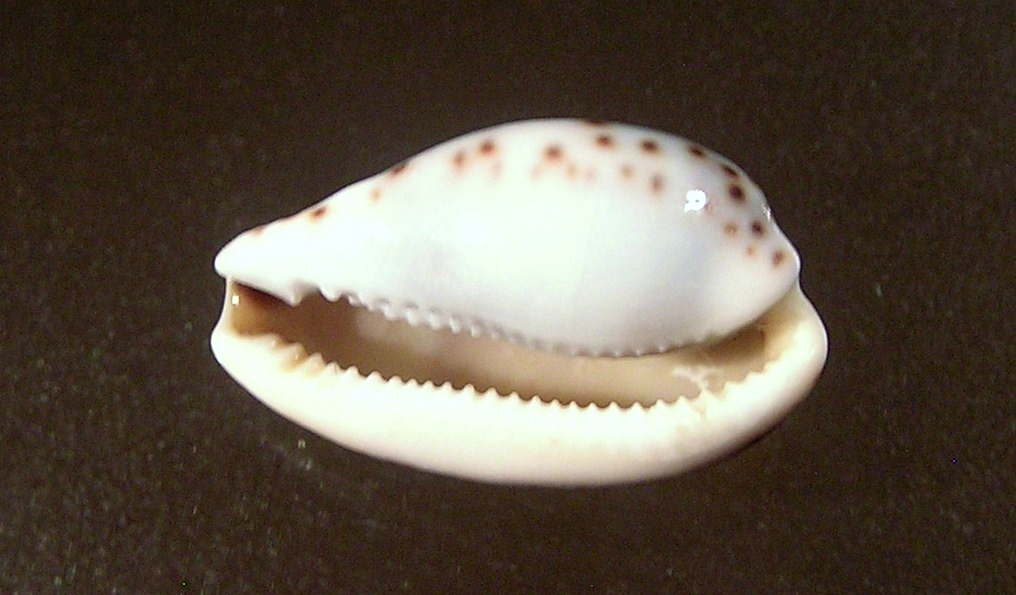
Notocypraea piperita

- Subfamília † Gisortiinae Schilder, 1927[11]
  - † Afrocypraea Schilder, 1932
  - † Archicypraea Schilder, 1926
  - † Bernaya Jousseaume, 1884
  - † Garviea Dolin & Dockery, 2018
  - † Gisortia Jousseaume 1884
  - † Mandolina Jousseaume 1884
  - † Protocypraea Schilder, 1927
  - † Semicypraea Schilder, 1927Eclogavena quadrimaculata thielei
  - † Vicetia Fabiani 1905

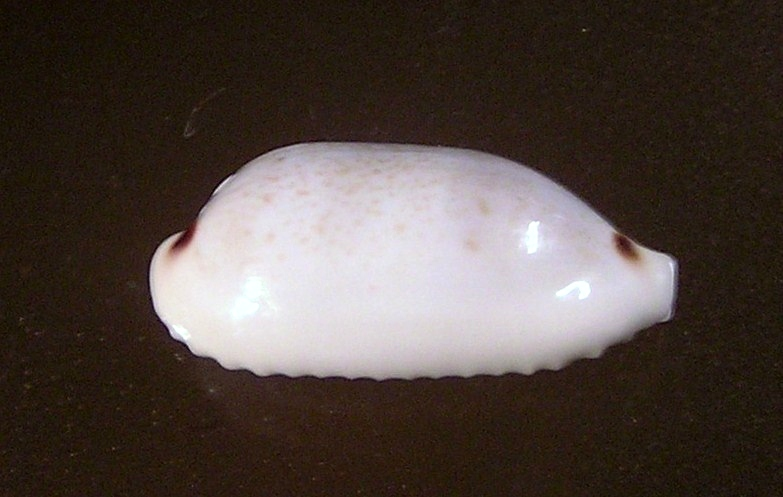
Eclogavena quadrimaculata thielei

- Subfamília Luriinae Schilder, 1932[12]
  - Austrocypraea Cossmann, 1903
  - Luria Jousseaume, 1884
  - Talparia Troschel, 1863
- Subfamília Pustulariinae Gill, 1871[13]
  - Cypraeovula Gray, 1824
  - Pseudozonaria Schilder, 1929
  - Pustularia Swainson, 1840
  - Zonaria Jousseaume, 1884

- Subfamília Umbiliinae Schilder, 1932[14]
  - † Gigantocypraea Schilder, 1927
  - Umbilia Jousseaume, 1884

- Sense assignar a cap subfamília
  - Annepona Iredale, 1935
  - Arestorides Iredale 1930
  - Austrasiatica Lorenz, 1989
  - Barycypraea Schilder, 1927
  - Blasicrura Iredale, 1930
  - Chelycypraea Schilder, 1927
  - Contradusta Meyer, 2003[9]
  - Cribrarula Strand, 1929
  - Eclogavena Iredale, 1930[9]
  - Ficadusta Habe & Kosuge 1966
  - Leporicypraea Iredale, 1930
  - Lyncina Troschel, 1863
  - Macrocypraea Schilder, 1930
  - Mauritia Troschel, 1863
  - Melicerona Iredale, 1930
  - † Miolyncina
  - Neobernaya Schilder 1927
  - Notadusta Schilder, 1935
  - Notocypraea Schilder, 1927
  - Ovatipsa Iredale, 1931
  - Palmadusta Iredale, 1930
  - Palmulacypraea Meyer, 2003[9]
  - Paradusta Lorenz, 2017
  - † Proadusta Sacco 1894
  - Purpuradusta Schilder, 1939
  - Ransoniella Dolin & Lozouet, 2005
  - Schilderia Tomlin, 1930
  - Talostolida Iredale, 1931
  - Trona Jousseaume, 1884
  - Zoila Jousseaume, 1884
  - † Zonarina Sacco, 1894